# Bosnia ed Erzegovina ai Giochi della XXVI Olimpiade
La Bosnia ed Erzegovina partecipò ai Giochi della XXVI Olimpiade, svoltisi ad Atlanta, Stati Uniti, dal 19 luglio al 4 agosto 1996, con una delegazione di nove atleti impegnati in sette discipline.